# انتفاضة عيد الميلاد
تشير انتفاضة عيد الميلاد أو تمرد عيد الميلاد (باللغة الصربية: Божићна побуна, Boćna pobuna أو Божићни Устанак, Boćni Ustanak) إلى انتفاضة مقاتلي الميليشيات في الجبل الأسود، والتي كانت تهدف إلى إنهاء الوحدة بين مملكة الجبل الأسود ومملكة صربيا. وقد وقعت الانتفاضة في بلدة ستنيي وحولها في 7 يناير 1919، وهو اليوم الذي يوافق عيد الميلاد الأرثوذوسكي.

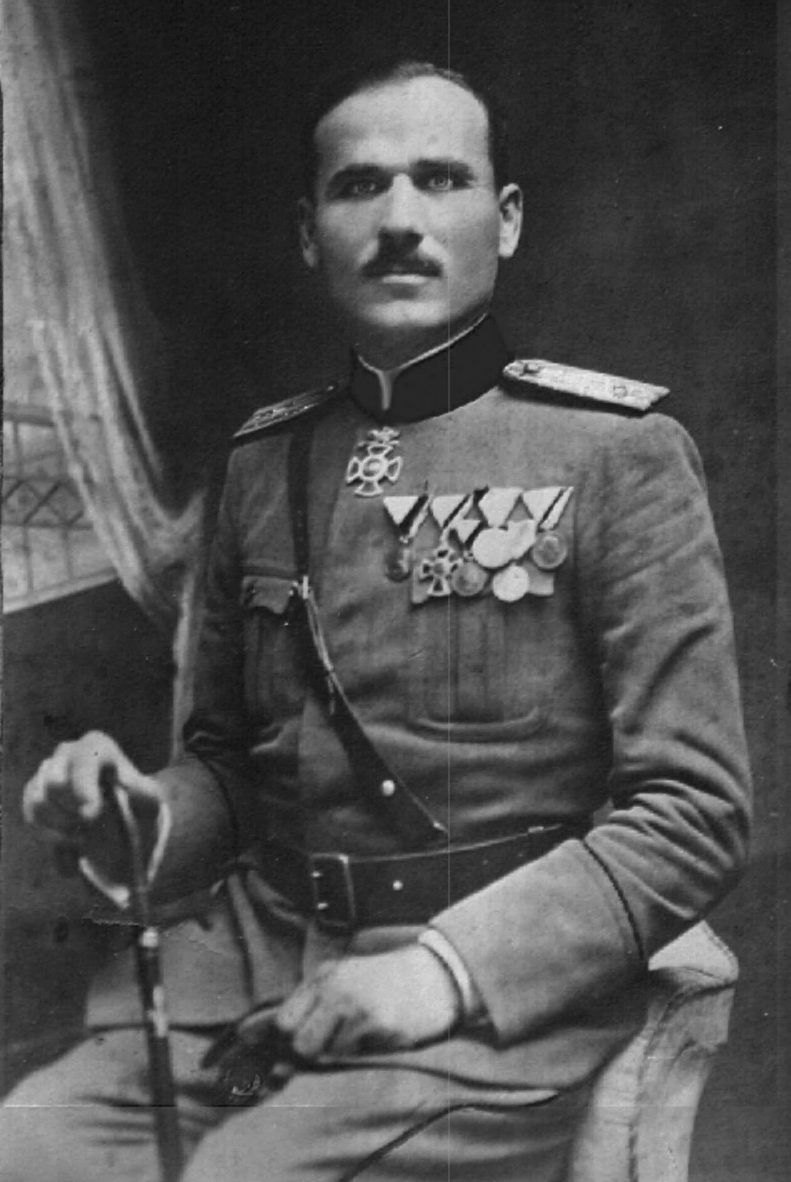
كرستو زرنوف بوبوفيتش، زعيم الانتفاضة

كان المحفز لاندلاع هذه الانتفاضة قرار مجلس الشعب الرئيسي في الجبل الأسود (برلمان بودغوريتشا) المثير للجدل الذي يقضي بالوحدة بين الجبل الأسود ومملكة صربيا. حيث فاق الجانب الداعم للوحدة (مع صربيا) في عدده الحزب الداعم للانفصال. وسميت الانتفاضة بهذا الاسم نسبة إلى عيد الميلاد الأرثوذوسكي في 7 يناير 1919 الذي اندلعت خلاله. وفي النهاية، تمكن الداعمون للوحدة بمساعدة الجيش الصربي من هزيمة زلنساي بالقرب من بلدة ستنيي. وقد تعرضت العديد من الأسر والمنازل للتدمير، فضلاً عن اعتقال العديد من الانفصاليين ورميهم في غياهب السجن. وقد فر أنصار التمرد متوجهين إلى إيطاليا أو الجبال، حيث واصلوا حرب العصابات تحت راية جيش الجبل الأسود في المنفى.
وكان كريستو زرنوف بوبفيتش القائد العسكري للانتفاضة، في حين كان زعيمها السياسي جوفان بلاميناك. وبعد اندلاعها، أُجبر الملك المخلوع نيكولاس على إصدار دعوة للسلام، إلا أن العديد من جماعات المتمردين استمرت في المقاومة حتى عام 1929، وأبرزها ميليشيات سافو راسبوبوفيتش.

## الدور الإيطالي
على الرغم من أن التمرد الفعلي بدأ على يد الزعماء المحليين بالجبل الأسود، فقد أدت مملكة إيطاليا دورًا أساسيًا في تنظيمه. وقد زارت شخصيات إيطالية مختلفة الشخصيات البارزة في الجبل الأسود، والتي عُرفت بعدم رضاها عن قرارات البودغوريتشا، من أجل تحريضهم على حمل السلاح والتمرد.
وفي خريف 1918 ومع قرب انتهاء الحرب العالمية الأولى، كانت مملكة إيطاليا (بقيادة فيكتور عمانويل الثالث ورئيس الوزراء فيتوريو إمانويلي أورلاندو) تشعر بالمرارة من إعلان 29 أكتوبر 1918 لكيان الدولة المؤقت دولة سلوفينيا، والكروات والصرب، والتي تأسست في إطار إعداد واضح للاندماج الوشيك مع مملكة الصرب في دولة السلاف الجنوبيين المشتركة. وجاء هذا الإعلان على خلفية معركة فيتوريو فينيتو التي كان التحالف خلالها بقيادة الجيش الإيطالي، والذي كان على أعتاب تحقيق هزيمة ساحقة للجيش النمساوي المجري.
ارتكز الأساس الذي اعتمدت عليه إيطاليا في عدم رضاها عن تطلعات الدولة المشتركة لسلاف الجنوب في البلقان على اتفاقية لندن، وهو اتفاق سري بين إيطاليا والوفاق الثلاثي (فرنسا والمملكة المتحدة والإمبراطورية الروسية) تم توقيعه في 26 أبريل عام 1915، بعد أقل من عام على بدء الحرب العالمية الأولى. وينص الاتفاق السري على أنه في مقابل تبديل الجانبين المتحاربين من خلال ترك الحلف الثلاثي (الإمبراطورية الألمانية والإمبراطورية النمساوية المجرية ومملكة إيطاليا) للانضمام للوفاق الثلاثي، تلقى الإيطاليون وعدًا بالحصول على المناطق التالية: جزء من تيرول ومقاطعة بولسانو والساحل النمساوي بأكمله، دون ميناء رييكا، والجزء الغربي من دوقية كارنيولا، والأجزاء الحدودية لكارينثيا الجنوبية، وشمال دالماسيا بما في ذلك زادار وشيبينيك وجميع جزر دالماسيا، باستثناء كرك وراب وجزر دوديكانيسيا، و ميناء فلوره، والحماية (الوصاية) على ألبانيا، وأجزاء من المستعمرات الألمانية في آسيا وإفريقيا، و«حصة عادلة من منطقة البحر الأبيض المتوسط مجاورة لمحافظة أنطاليا في حالة تقسيم تركيا».
ولكن، ومع انتهاء الحرب بالفوز المضمون للوفاق، وفيما كان العالم يستعد لمؤتمر السلام العالمي لتقسيم أراضي دول التحالف الثلاثي التي كانت على وشك الهزيمة، أصبح الإيطاليون غير متأكدين مما إذا كانت شروط معاهدة لندن السرية ستكون محل احترام من عدمه. كما أعطى الإعلان المفاجئ لدولة سلوفينيا وكرواتيا وصربيا، والتي ادعت الحق في كثير من الأقاليم التي تم وعد إيطاليا بها في لندن، للإيطاليين سببًا آخر للقلق. وفي أعقاب النصر في معركة فيتوريو فينيتو، تم استدعاء القيادة العسكرية النمساوية المجرية إلى فيلا جوستي في بادوفا في 3 نوفمبر 1918 وتوقيع الهدنة التي أنهت رسميًا أعمال القتال على الجبهة الإيطالية. وبعد أن فُرضت على النمسا-المجر انطلاقًا من موقف يتسم بالقوة الساحقة، أعطت الشروط المتفق عليها في الهدنة الجيش الإيطالي الأساس القانوني لدخول الأراضي النمساوية المجرية، وتحديدًا إستريا وجزء كبير من دالماسيا، وبالتالي السيطرة على تلك المناطق وضمان أنه لا يمكن المطالبة بالإعلان الذاتي عن تشكيل دولة السلوفينيين والكروات والصرب، في وقت كان هناك استعداد للوحدة مع صربيا في دولة السلاف الجنوبيين المشتركة.
وفي المقابل، حاولت إيطاليا القيام بشيء مماثل في الجبل الأسود، ولكن مستعينة بوسائل مختلفة. في أواخر نوفمبر عام 1918 وأثناء انعقاد مجلس بودغوريتشا، حاولت القوات الإيطالية السيطرة على المناطق الساحلية في الجبل الأسود تحت غطاء حركة قوات الوفاق، ولكنها منعت من القيام بذلك.
وفي 1 ديسمبر 1918، تم الإعلان عن دولة جنوب السلاف المشتركة مملكة الصرب، والكروات، والسولفانيين التي تأسست بوصفها اتحادًا بين مملكة صربيا ودولة السلوفينيين والكروات والصرب. ومع غضبها من هذا التحول في الأحداث، بدأت إيطاليا علنًا تقديم الدعم اللوجستي وتسليح عدة آلاف من مواطني الجبل الأسود الذين لم يكونوا راضين عن قرارات مجلس بودغوريتشا والطريقة التي توحدت بها دولة الجبل الأسود مع صربيا.
واعتبر دعم إيطاليا لانتفاضة زلنساي في يناير 1919 في الجبل الأسود جزءًا من الجهود العسكرية والدبلوماسية الإيطالية الأكبر لمد القدرة الدفاعية الهشة فعليًا لدولة السلاف الجنوبيين التي أنشئت حديثًا، والتي من شأنها أن تسهل على الإيطاليين الطعن على حدود الدولة الجديدة، والتي لا تزال غير معروفة وغير معترف بها دوليًا.

## النتائج
في 7 يناير 2008، في الذكرى 90 للانتفاضة، كشفت حكومة رئيس الوزراء ميلو دوكانوفيتش عن تمثالٍ تذكاريٍ للخضر «المتمردين» الذين لقوا حتفهم في المعارك.

## وصلات خارجية
- (in English)
- An article in Chicago Tribune about the Christmas Uprising